# 支隊
支隊（したい）もしくは分遣隊（ぶんけんたい）、派遣隊（はけんたい）とは、軍隊において特別の作戦任務に基づいて、一時的に本来の指揮系統から独立して行動する部隊のことをいう。陸軍の場合、小部隊でも独立した戦闘力を与えるために、戦闘団と同様な諸兵科連合部隊として編成することが通常である。規模は大隊級から旅団級まで任務によって様々である。
大日本帝国陸軍の場合、支隊長の名前にちなんで「秋山支隊」のように命名するか、配置された地名にちなんで「ビコール支隊」のように命名することが一般的であるが、基幹部隊の編成地が仙台であることから仙台城の雅称「青葉城」から取った「青葉支隊」のような、愛称的な命名である場合もある。
また、アメリカ陸軍などでは、恒常的な編制の場合でも、大隊以下の規模の小部隊や特殊な性質を持つ独立性の高い部隊に対して支隊（Detachment）の名称を用いることがある。「民間検閲支隊」や「第1特殊部隊デルタ作戦分遣隊」などの例がある。